# محمد باقر الحكيم
استقر في ايران اثناء الحرب العراقيه الايرانيه و عرف بمسؤليته عن استجواب الاسرى العراقيين و شهد الكثير منهم على دوره في تعذيبهم لانتزاع الاعترافات منهم 

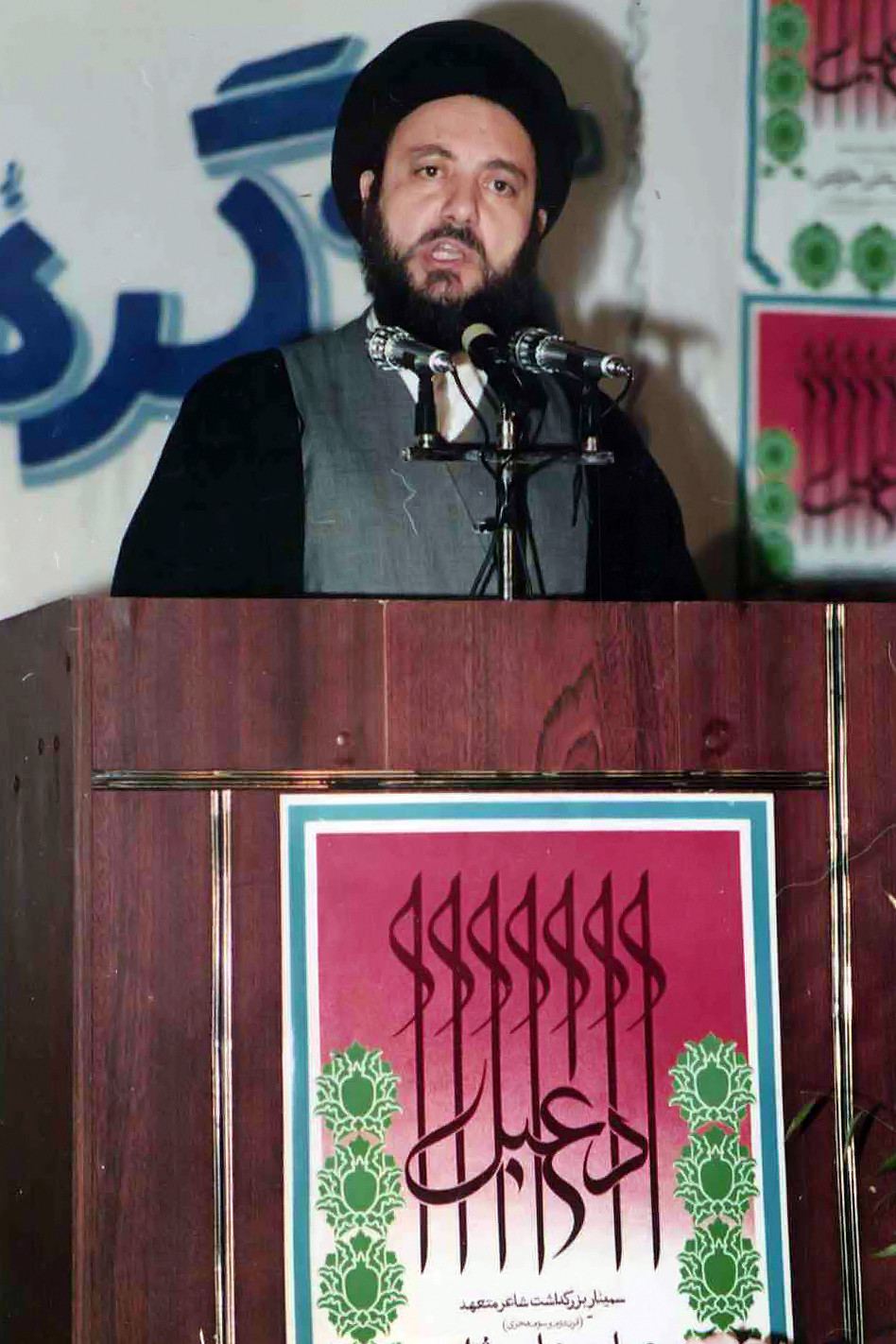
2001

محمد باقر محسن الحكيم الطباطبائي  (8 تموز 1939 - 29 آب 2003) هو محمد باقر ابن محسن الحكيم المرجع الديني الشيعي الكبير.وهو أيضا مؤسس المجلس الأعلى للثورة الإسلامية في العراق والتي تعد من قوى المعارضة العراقية التي عملت ضد النظام العراقي السابق، يعد من أبرز القادة الشيعة في العراق. ولد عام 1939 م في النجف. اغتيل في 29 آب 2003 أثر تفجير النجف 2003 بعد خروجه من ضريح الأمام علي حيث كان يلقي خطبة صلاة الجمعة. وراح ضحية ذلك التفجير ما يقارب من ثلاثة وثمانين شخصاً.

## نشاطه العلمي
مارس التدريس في الحوزة العلمية في السطوح العالية، فدرس كفاية الأصول في مسجد الهندي في النجف الاشرف، كما مارس التدريس منذ عام 1964 م في كلية أصول الدين في بغداد في مادة علوم القرآن، وفي جامعة الامام الصادق لقسم الماجستير في علوم القرآن في طهران وفي جامعة المذاهب الإسلامية لعلم الأصول.
كما اشترك مع محمد باقر الصدر في مراجعة كتابيه (فلسفتنا، واقتصادنا) وقد وصفه الإمام الصدر في مقدمة كتاب اقتصادنا بـ "العضد المفدى".
في إيران وبالرغم من انشغالاته بالتحرك السياسي المعارض لنظام صدام حسين، فانه أولى الدراسة الحوزوية اهتماماً يتناسب مع حجم انشغالاته السياسية، فدرس على مستوى البحث الخارج باب القضاء والجهاد والأمر بالمعروف والنهي عن المنكر وولاية الفقيه، كما ساهم وبصورة مستمرة في المؤتمرات الفكرية والندوات واللقاءات العلمية والثقافية التي تقام في إيران، وتناولت بحوثه: التفسير، والفقه، والتاريخ، والاقتصاد، والسياسة، والاجتماع، والفكر الإسلامي.
حتى عودته إلى العراق، كان يرأس المجلس الأعلى لمجمع التقريب بين المذاهب الإسلامية، وعضو هيئة أمناء جماعة المذاهب الإسلامية، كما كان يحتل موقع نائب رئيس المجلس الأعلى للمجمع العالمي لاهل البيت "ع" وعضو ومؤسس لجامعة أهل البيت "ع"، وصدرت له كتب في مجالات مختلفة على الصعيد العلمي والسياسي وعدد كبير من الأبحاث والكراسات، وأهم كتبه المطبوعة:
- دور أهل البيت "ع" في بناء الجماعة الصالحة "جزءان".
- تفسير سورة الحمد.
- القصص القرآني.
- علوم القرآن.
- الهدف من نزول القرآن.
- الحكم الإسلامي بين النظرية والتطبيق.
- الوحدة الإسلامية من منظور الثقلين.
- المستشرقون وشبهاتهم حول القرآن وقد طبع في العراق في أوائل السبعينات.
- ثورة الحسين بن علي "ع".
- المرجعية الصالحة.
- المجتمع الإنساني في القرآن الكريم.
- الإمامة في النظرية الإسلامية.
- حوارات 1 و2.
- تفسير عدد من سور القرآن المجيد، وغيره من الأبحاث العلمية المتنوعة.

## نشاطه السياسي
أبدى السيد محمد باقر الحكيم اهتماماً مبكراً بأحوال المسلمين وأوضاعهم، ولذلك فكان من أوائل المؤسسين للحركة الإسلامية في العراق، وقد كرَّسَ جهده ووقته في مرجعية والده الإمام الحكيم فكان يقوم بالنشاطات الاجتماعية ويزور المدن ويلتقي بالجماهير ويمارس دوره في التبليغ والتوعية، وتحمل مسؤولية البعثة الدينية لوالده الإمام الحكيم إلى الحج ولمدة تسع سنوات حيث كان قد أسس هذه البعثة لأول مرة في تاريخ المرجعية الدينية.
مثّلَ والده الإمام الأكبر الفقيه المرجع السيد محسن الحكيم في عدد من النشاطات الدينية والرسمية، فقد حضر كممثل عن والده في المؤتمر الإسلامي المنعقد بمكة المكرمة سنة 1965 م، وكذلك في المؤتمر الإسلامي المنعقد بعمّان بعد نكسة حزيران 1967 م.
وأثناء تصاعد المواجهة بين الإمام الحكيم وبين النظام الحاكم آنذاك في بغداد وخلو الساحة من أغلب المتصدرين بسبب السجن والمطاردة لازم السيد الباقر والده الإمام الحكيم وأدار أعماله، حتى انتقل المرجع الأعلى إلى جوار ربّه الكريم في 27 ربيع الآخر سنة 1390 هـ.

## هجرته
هاجر من العراق بعد وفاة آية الله السيد محمد باقر الصدر في أوائل شهر نيسان عام 1980 م، وذلك في تموز من السنة نفسها.قبل أشهر من اندلاع الحرب العراقية الإيرانية.

### نشاطه في خارج العراق
منذ أول هجرته من العراق سعى لتصعيد العمل المعارض ضد النظام العراقي آن ذاك وقد قام بخطوات كبيرة في هذا المجال، أسفرت عن زعامة المجلس الأعلى للثورة الإسلامية في العراق بعدما كان قد اسس من قبل الإمام الخميني والذي انيط زعامته للسيد محمود الهاشمي. إلا بعد قدوم السيد محمد باقر الحكيم وتكريما لآل الحكيم عزي زعامة المجلس الأعلى للسيد محمد باقر الحكيم. انتخب رئيساً للمجلس الأعلى للثورة الإسلامية في العراق منذ عام 1986 إلى اغتياله.
كما اهتم بإنشاء المؤسسات ذات الطابع الخيري، فأسس "مؤسسة الشهيد الصدر" والمؤسسات الصحية، ثم المركز الوثائقي لحقوق الإنسان في العراق، ومنظمات حقوق الإنسان في العراق المنتشرة في ارجاء العالم. على الصعيد الإنساني أيضاً شجّع أنصاره على تأسيس لجان الإغاثة الإنسانية للشيعه المتضررين من نظام الحكم، والتي قدمت خدمات جليلة للعوائل المستضعفة وعوائل القتلى والمعتقلين، حيث تقدم هذه المؤسسات سنوياً المبالغ الطائلة رعاية لهم. على الصعيد الثقافي أسس مؤسسة دار الحكمة التي تقوم بتخريج طلبة العلوم الدينية للمذهب الشيعي واصدار الكتب والكراسات الثقافية والدورات التأهيلية، وكذلك اسس مركز دراسات تاريخ العراق الحديث، وهي كلها مؤسسات يقوم سماحته بالإشراف عليها وتوجيهها والانفاق عليها من اجل خدمة قضايا المسلمين الشيعة في العراق.

## العودة إلى العراق
عاد إلى العراق في 10/5/2003 وقد حظيَ لدى عودته باستقبال حاشد في البصرة التي كانت مدخله إلى العراق، ومن ثمّ في المدن والبلدات التي مرّ بها في طريقه إلى النجف الاشرف واستقر في مدينة النجف الاشرف في 12/5/2003 وبعد وصوله بأسابيع قليلة أقام صلاة الجمعة في صحن أمير المؤمنين الإمام علي بن أبي طالب ورغم كثرة مشاغله فقد واظب على إمامته لها. وكان يدعو إلى مقاومة سلمية للاحتلال وكان لا يحبّذ المقاومة المسلحة لأنّه كان يرى أنّ الشعب منهك من ظلم صدام ولذا يجب استخدام طرق أخرى وإن لم تأت بنتيجة سيكون هناك كلام آخر. أثناء وجوده في العراق، أوكل لأخيه عبد العزيز الحكيم مهمة النشاط السياسيّ المباشر وتمثيل المجلس الأعلى في مجلس الحكم العراقيّ المؤقت، وقد قال في صحيفة العدالة التابعة للمجلس الأعلى للثورة الإسلامية في العراق. "منهج القوة لا يعتمد إلا بعد استنفاد كافة الأساليب السلميّة والكلمة الطيّبة والحوار والمنطق وهو ما لم يستنفد بعد.. وعلينا بذل الجهود المشروعة ذات الطابع السلميّ لإنهاء الاحتلال".

## اغتياله
في يوم الجمعة الأول من رجب 1424 هـ اغتيل بانفجار سيارة مفخخة وضعت قرب سيارته بعد خروجه من الصحن الحيدري بعد أداء صلاة الجمعة. وأدى الحادث إلى مقتل وجرح المئات من المصلين.

### ردود فعل عقب اغتياله
في العراق أدان أحمد الجلبي عضو مجلس الحكم العراقي عملية اغتيال السيد الحكيم، وقال في تصريحات لقناة الجزيرة الفضائية: "هذا حادث إرهابي ندينه بأشد درجات الإدانة. الحكيم كان زعيماً مناضلاً وقضى زهرة شبابه في قتال صدام حسين من جانبه استنكر الشيخ عبد الواحد الأعظمي، إمام جامع عثمان بن عفان في بغداد العملية وقال "علماء السنة تلقوا نبأ التفجير والاغتيال بالاستياء والاستهجان والغضب، وهم يحملون قوات الاحتلال مسئولية الانفلات الأمني الذي يهدد العراق بالفوضى والدمار" أيضا أدان المجلس الإسلامي الشيعي الأعلى وهو أعلى هيئة دينية للشيعة في لبنان- بشدة عملية الاغتيال ووصف التفجير الذي استهدف السيد الحكيم في النجف بأنه "مجزرة إرهابية انتهكت حرمة وقدسية" ضريح علي. من جهة آخرى ندد وزير الإعلام اللبناني ميشيل سماحة بالحادثة ووصفها بأنها "إرهابية" وتأتي "في سياق سياسة الفوضى الشاملة التي تنفذها كل مراكز القرار المتطرفة في العراق والشرق الأوسط". في عمان أدان وزير الإعلام الأردني نبيل الشريف الاغتيال مؤكدا أنه يستهدف إعاقة الجهود الدولية المبذولة من أجل تحقيق الاستقرار السياسي في العراق. في روما استنكر وزير الخارجية البريطاني جاك سترو الهجوم وقال في ختام محادثات مع نظيره الإيطالي فرانكو فراتيني إن "هذا الاعتداء لن يكون من شأنه سوى تعزيز الكفاح ضد الإرهاب" مقدما تعازيه لأقارب الضحايا.

## روابط خارجية
- محمد باقر الحكيم على موقع مونزينجر (الألمانية)